# Химера (Цілком таємно)
Химера (Chimera) — 16-й епізод сьомого сезону серіалу «Цілком таємно». Епізод не належить до «міфології серіалу» — це монстр тижня. Прем'єра в мережі «Фокс» відбулася 2 квітня 2000 року.
У США серія отримала рейтинг Нільсена, рівний 7.5, це означає, що в день виходу її подивилися 12.89 мільйона глядачів.

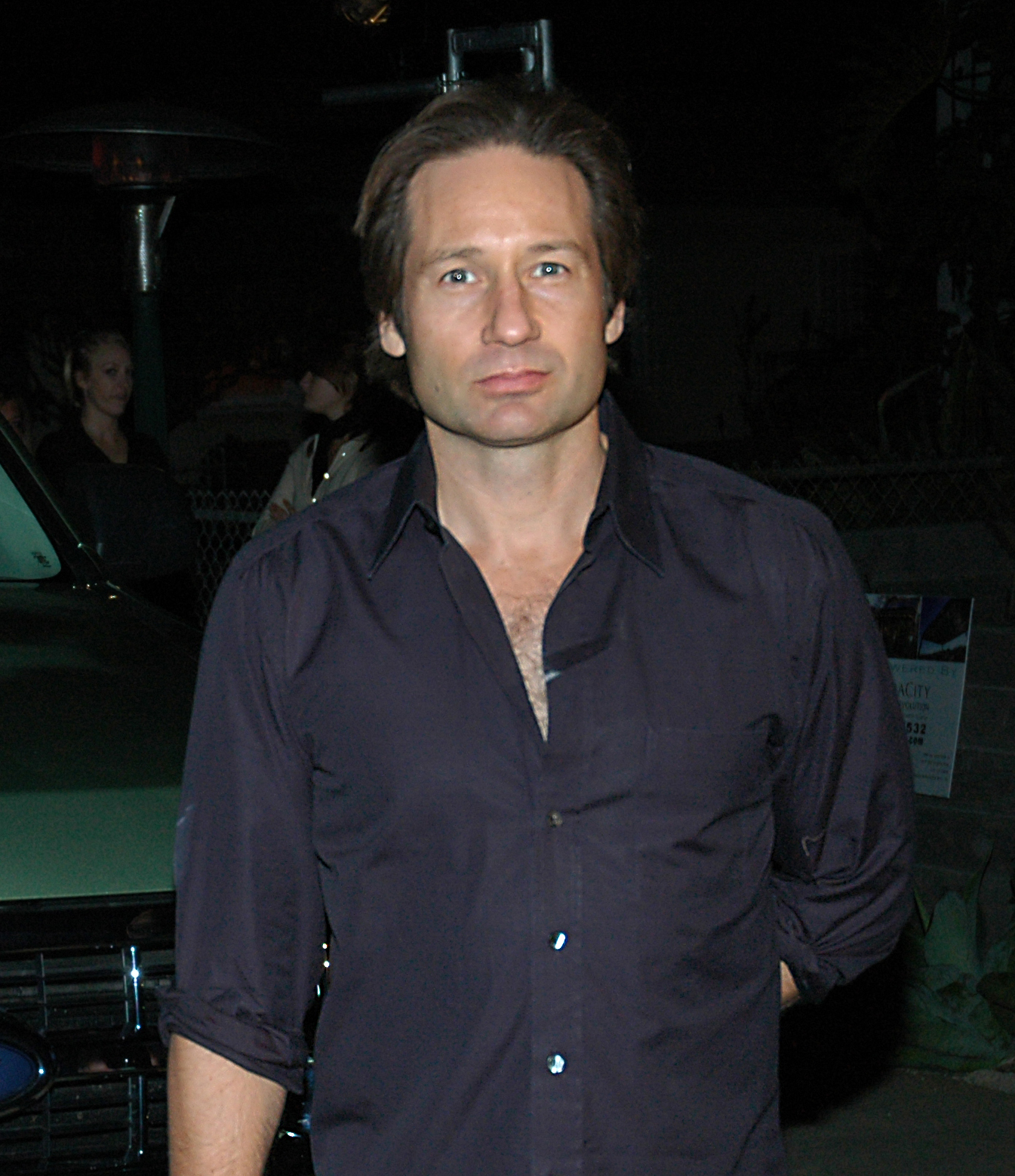

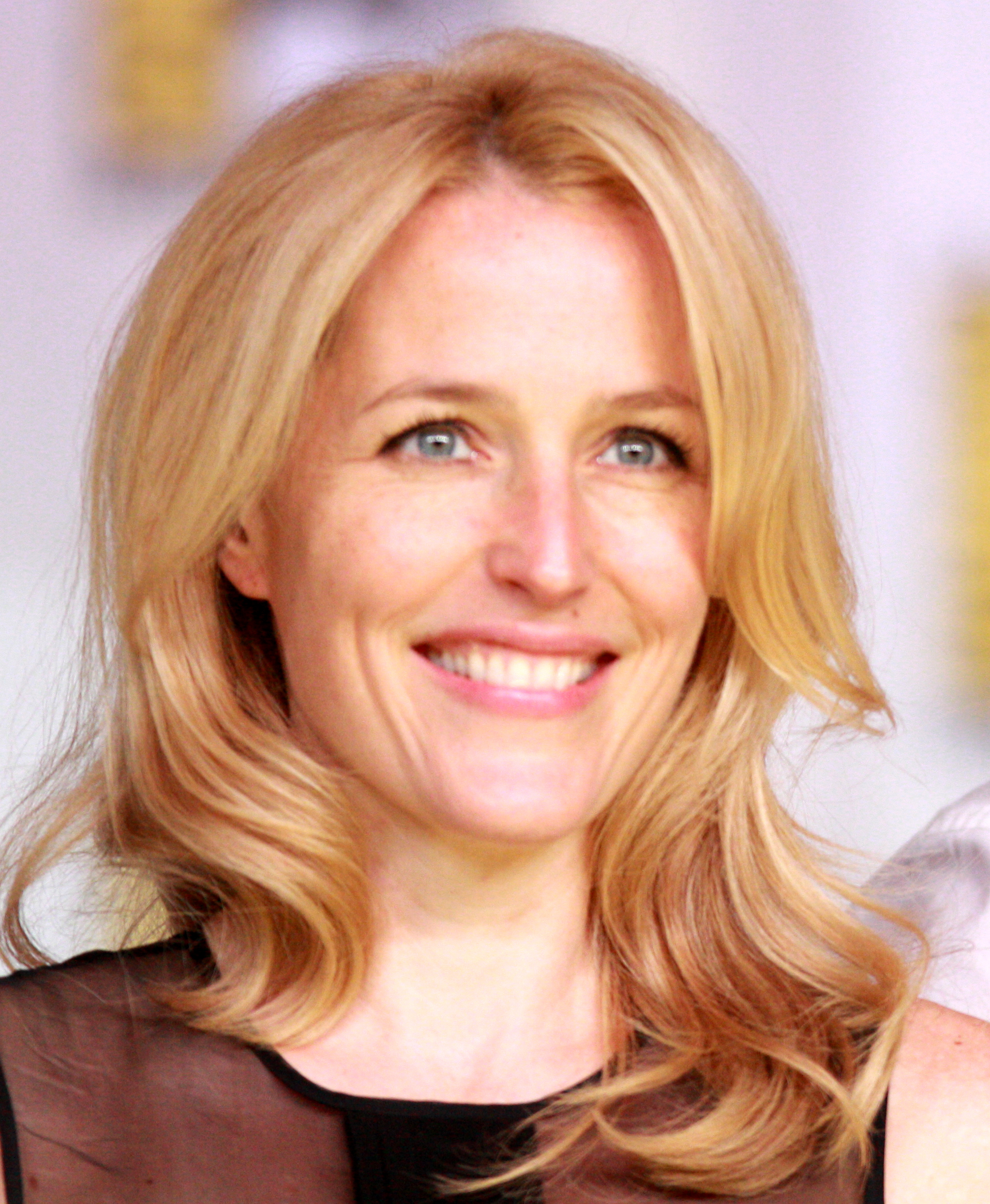

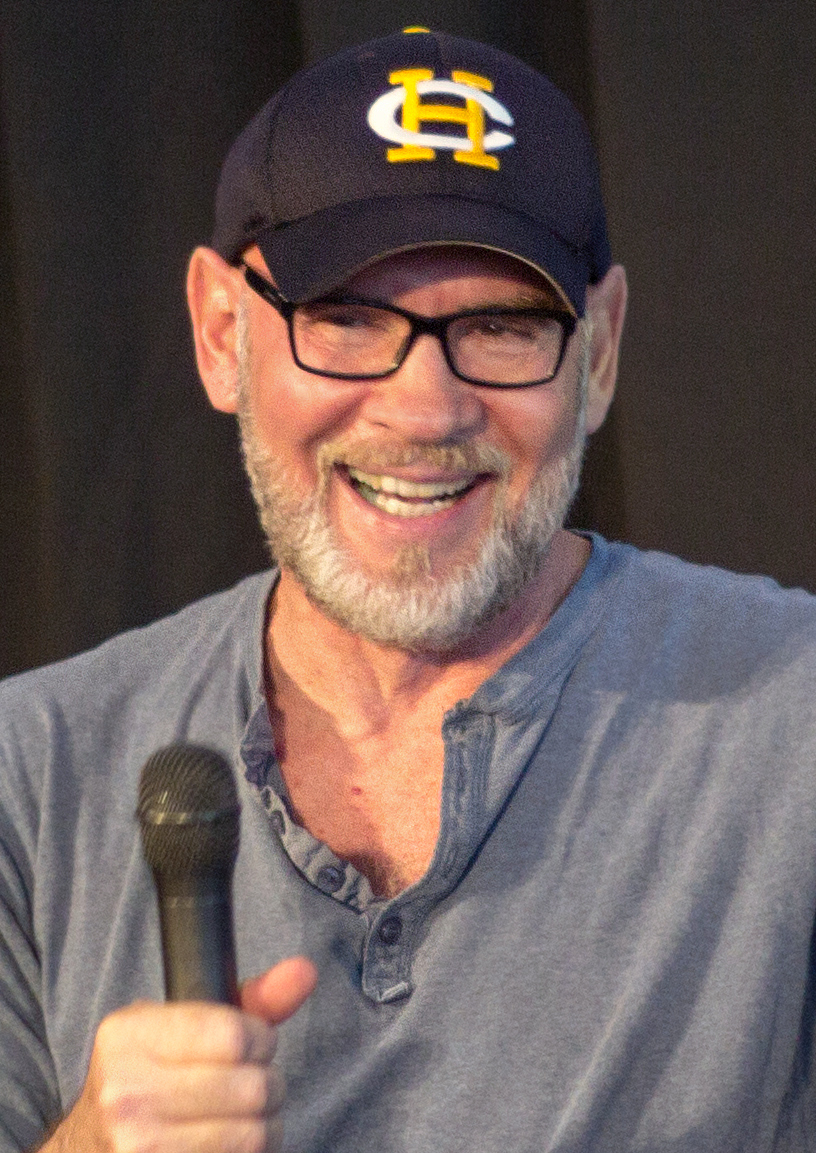

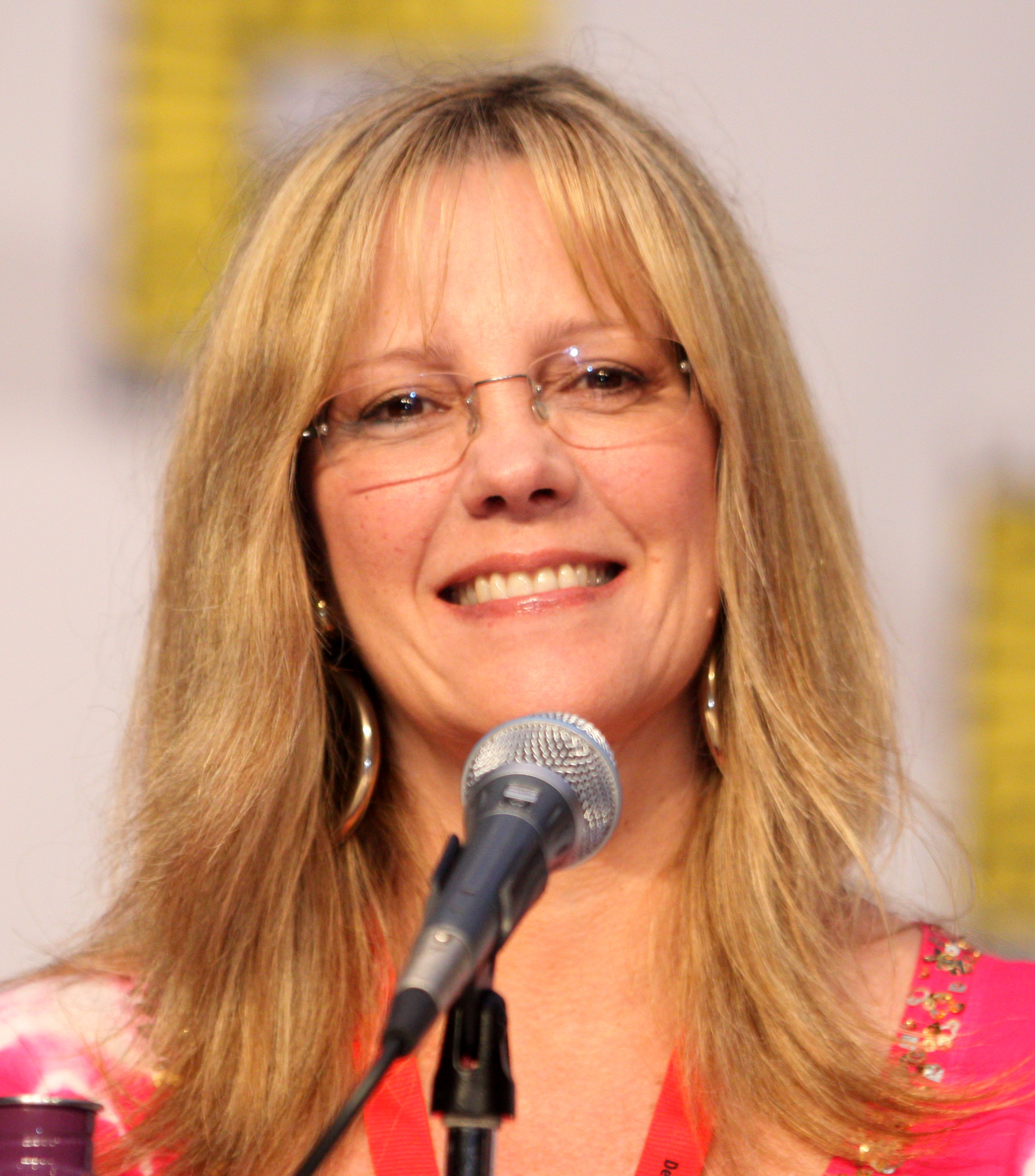

Малдер розслідує зникнення жінки з невеликого містечка, але виявляється, що насправді вона вбита духом з іншого світу. Скаллі тим часом змушена вести стеження в некомфортних умовах.

## Зміст
Істина поза межами досяжного
На Великдень Бетані (штат Вермонт) ворон лякає маленьку дівчинку Мішель Кріттендон в парку, поки сусідка Дженні Афаус спостерігає за цим. (пізніше птицю знаходять у неї вдома). Потім на матір Марту Кріттендон нападає і вбиває чудовисько — у відчинене вікно влітає ворон і розбивається дзеркало — а звідти з'являється почвара.
У Вашингтоні Фокс Малдер та Дейна Скаллі перебувають в торговій палаті у пошуках жінки, яка, можливо, вбиває повій. Малдер вважає, що у неї є сила зникнення, тому що кожного разу поліція при спробі заарештувати її не може знайти. Перебуваючи за спостереженям, Малдер отримує дзвінок про напад і йде. В офісі ФБР Волтер Скіннер розповідає Малдеру, що Кріттендон зникла, і запитує Фокса, що він знає про воронів. Малдер вважає, що птах зазвичай асоціюється зі злом. Скіннер каже Малдеру — справа є першочерговою, оскільки Кріттендон — дружина федерального судді. Однак Фокс вважає — його за щось карають цією справою.
При розмові з місцевим шерифом Фокс жартує — чи не є справжнє прізвище Марти Стюарт — так у неї все охайно. На столі Малдер знаходить подряпини — як від кігтів — і пусте місце замість розбитого дзеркала. У будинку Кріттендона чоловік Марти Говард розповідає Малдеру, що його дружина зраджувала йому, бо він знайшов протизаплідні таблетки, що підозріло, оскільки Говарду зробили вазектомію — і ключ від дверей. До іншої сусідки, Еллен Аддерлі, дружини шерифа Філа Аддерлі, підходить Дженні, а потім бачить ворона перед вікном сусідської машини. Коли Дженні йде, Еллен у склі автомобіля бачить чудовисько, потім скло тріскається. Малдер вечеряє у родини шерифа коли йому дзвонять — Скаллі мерзне і мучиться в засідці. У будинку Кріттендона Мішель знову бачить ворона за своїм вікном, і Говард йде, щоб перевірити це. Він бачить, як ворони дзьобають руку, що стирчить над квітковими кущами. Пізніше поліція викопала тіло Марти, на її обличчі були сліди кігтів.
Елен розповідає Малдеру, що побачила відображення в дзеркалі автівки, і саме це створіння вбило Марту. Малдер вважає, що скло — це двері до демонічного виміру і хтось викликає демона для нападу на людей. Елен вважає, що Дженні Афаус викликала духів, але вона заперечує це. До Фокса дзвонить Скаллі і погрожує його вбити — за те що вона змушена спостерігати фрік-шоу. Елен знаходить у своєму будинку ключ (як був в будинку Кріттендонів) і ворона біля ліжка своєї дитини. У дзеркалі Елен бачить відображення чудовиська, що переслідує її, але воно раптом розбивається. Еллен ховається в шафі, поки Філ не приходить додому і не знаходить її. Однак він пов'язує переполох зі стресом, вважаючи, що вона уявляє собі речі. Малдер знаходить ключ, як знайдений в кишені пальто Марти Кріттендон. Уночі шериф іде і відчиняє знайденим ключем двері кімнати № 6 — там його обнімає Дженні. Над ліжком, де вони кохаються, почеплене дзеркало.
Малдер приходить до висновку, що шериф мав стосунки з іншою жінкою. Фокс розповідає йому, що Марта була вагітна. Малдер підозрює, що шериф був батьком. У мотелі Дженні бачить воронів надворі, і істота з розбитого дзеркала на неї нападає та вбиває. Шериф «виявляє», що ключ відкрив двері в мотель, де вони з Дженні зустрічалися для нелегальних справ.
Філ пояснює Малдеру, що він хотів розлучитися з Еллен два роки тому, але вона завагітніла і не дозволила цього. Він також вважає, що саме шериф є причиною подій і що він якось викликав ці випадки. Еллен кладе доньку спати — а на спині у неї видно поріз (якого вона зазнала від Дженні під час нападу). У ванній Елен бачить поріз і до неї приходить видіння того, що сталося. Елен перетворюється на істоту, нападає на Малдера і намагається втопити його у ванній, але зупиняється, коли бачить своє жахливе відображення у воді.
Її поміщають у психіатричну лікарню, де лікарі діагностують у неї множинний розлад особистості. Тим часом Скаллі відкриває Малдеру, що таємничий вбивця повій не був X-файлом взагалі, а чоловіком, переодягнений у жінку, який розмовляв із повіями про релігію та намагався допомогти їм вийти з кола проституції.
У вікні Елен бачить ворона.

## Зйомки
Головними мотивами «Химери» було дослідити «зло, яке (може критися) під звичайним приміським існуванням — „як білий хліб“». Хоча ці теми раніше досліджувались в епізоді шостого сезону «Аркадія», продюсери серіалу сподівалися дослідити ті самі ідеї в більш прямолінійному стилі, а не доповнювати жах гумором (як було зроблено в «Аркадії»). Кріс Картер, зокрема, розглядав епізод як «шанс зробити щось сміливе та нове». Картер хотів, щоб історія оберталася навколо ворона — образа, який він описав просто як «страшний». Спочатку в епізоді містився «підземний монстр», і він мав назву схожу на «Підземний блюз нудьгує по домівці».
Епізод був написаний «натиском двадцятигодинних днів». Грег Вокер, який допомагав Девіду Аманну, назвав сценарій епізоду «заміською притчею про досконалість». Метт Гурвіц та Кріс Ноулз зазначали у книзі «Повне досьє X», що «сценарій Девіда Аммана — це проникливий коментар до приміських побрехеньок та самообману, що зробило серйозне повернення в консерватизм кінця 1990-х». Поки писався епізод, продюсер вирішив низку питань, зокрема той факт, що Девід Духовни та Джилліан Андерсон були зайняті режисурою власних епізодів — « Голлівуд, н. е.» та «Всі речі», відповідно. Щоби впоратися з обмеженими графіками, продюсери планували зйомки «Химери» таким чином, що Духовни та Андерсон мали зніматися лише в обмеженій кількості сцен. Андерсон, насправді, було потрібно задіяти лише на один день зйомок — для допоміжного сюжету за участю вбивці повії.
Кастинг-режисеру Ріку Міллікану було доручено знайти «нормальних на вигляд неміських людей», щоб зіграли різних персонажів в епізоді. Пізніше Міллікан зазначив, що «шоу вимагало кастингу ідеальних людей. Але знайти … нормальних людей не так просто. Ми використовували стільки людей за ці роки, що знайти їх ставало все важче і важче». Деякі з задіяних акторів раніше мали ролі у «незрозумілих жанрових фільмах»: Венді Шаал з'явилася в «Чудовиську» (1985), Джина Мастроджакомо вперше відзначилася у своєму «Чужому космічному меснику» (1989), Мішель Джойнер вперше з'явилася в антологічному фільмі «Похмурі казки прерій» (1990), Джон Мезе взяв участь у фільмі «Ніч опудала» (1995).
Більша частина початкових сцен була знята на справжньому задньому дворі в Лос-Анджелесі. Однак, оскільки продюсери вважали, що місцевість не підходить для «елементів, насичених деревами», вони доповнили відзняті сцени, також знімаючи на території сусіднього музею в Голлівуді. Під час зйомок епізоду треба було вирішити кілька заковик. Режисер Кліфф Боул мав проблеми з тим, щоб ворони «діяли по підказці», і тому кілька воронів було залучено як двійників. Пізніше Боул зазначав: «У нас було два ворони. Один дуже добре володів сценарієм, а другий просто стрибав». Кінцеву послідовність довелося перемонтовувати кілька разів. Продюсер Пол Рабвін пояснив: «Спочатку ми хотіли показати дзеркальне відображення жінки, на яку напав монстр, але насправді це не було ефектно». Зрештою, знімальний колектив «приклеїв цукерку на шматок фанери, поставив дерево похиленим і встановив камеру під таким кутом, щоб (вони могли зафільмувати) атаку через розбиті фрагменти скла».

## Показ і відгуки
«Химера» вперше вийшла в ефір у США 2 квітня 2000 року. Цей епізод отримав рейтинг Нільсена 7,5 з часткою 11, що означає — приблизно 7,5 % всіх домогосподарств, обладнаних телевізором, і 11 % відсотків домогосподарств, які дивляться телебачення, були налаштовані на епізод. Його переглянули 12,89 мільйона глядачів. Епізод показаний у Великій Британії і Ірландії по «Sky One» 7 травня 2000 року і отримав 0,56 мільйона глядачів.
Епізод отримав переважно позитивні відгуки критиків, з кількома несхвальними. Роберт Ширман та Ларс Пірсон у книзі «Хочемо вірити: критичний посібник з Цілком таємно, Мілленіуму та Самотніх стрільців» оцінили епізод 4 зірками з п'яти, назвавши сценарій «дуже стильним». Вони зауважили, що «Духовни тут дуже добре… і, на противагу, Андерсон надає велике комічне полегшення». Ширман і Пірсон дійшли висновку, що епізод був «трохи заважким, щоб бути класичним епізодом, але він розумний і добре продуманий (що робить його) приємним виокремленням». Річ Розелл з «Digitally Obsessed» відзначив епізод 4 із 5 зірок та написав: «Співучі птахи, духовні портали та роздвоєні особистості — це порядок денний в історії, яка не пропонує так багато справжніх гострих відчуттів, але найкращі моменти. Випадкові скарги Скаллі з полів». Пола Вітаріс з «Cinefantastique» дала епізоду помірно позитивний відгук і нагородила 2.5 зірки з чотирьох. Незважаючи на те, що епізод «починається незручно», Вітаріс дійшла висновку, що «„Химера“ заводить нас у серце екстрагованого поняття родини „Цілком таємно“». Зак Гендлен з «The A.V. Club» присвоїв епізоду оцінку «В +», зазначивши, що, хоча серія була хорошою, вона «не відповідає класичному статусу, намагаючись перетворити метафору в плоть і не зовсім вдало». Хоча Гендлен насолоджувався тим, як епізод досліджує, а потім пов'язує головних героїв, його головною критикою було те, що перетворення Еллен ніяк не пояснюється явно. Він зауважував: «якби у нас було відчуття, звідки береться її потреба, якби був якийсь натяк на те, що підштовхнуло її до цього моменту, це спрацювало б; саме так, виступ актриси чудовий, але характер залишається занадто загальним».
Не всі відгуки були позитивними. Кеннет Сілбер з «Space.com» написав нейтральний відгук, зазначивши: «Окрім іншого, мало що можна сказати — за чи проти „ Химери“. Цей епізод помірковано цікавий і дозволяє уникнути тривожності останніх епізодів». Том Кессеніч у книзі «Експертизи» надав епізоду відносно негативний відгук. Він висміяв відсутність характеру Андерсон, підсумовуючи свої почуття простим реченням «Нема Дейни Скаллі».

## Знімалися
- Девід Духовни — Фокс Малдер
- Джилліан Андерсон — Дейна Скаллі
- Мітч Піледжі — Волтер Скіннер
- Джина Мастроджакомо — Дженні Афаус
- Венді Шаал — Марта Криттендон[12]
- Ф. Вільям Паркер — Бланкеншип